# Jake Burbage
Jake Burbage (Willingboro, Nueva Jersey, 27 de septiembre de 1992) es un actor estadounidense. 
Ha trabajado desde que comenzó a caminar y hablar, obteniendo pequeños papeles en comerciales a los dos años de edad. A la edad de cuatro años, su película preferida era Regarding Henry, y su objetivo desde entonces no sólo fue conocer a su actor favorito, Harrison Ford, sino trabajar en una película con él (meta que aún no ha podido cumplir). Después de iniciarse en los comerciales, Burbage ha aparecido en la serie Sex and the City y además es la voz del personaje Benny the Bull en la serie animada Dora, la exploradora. El éxito más grande hasta el momento en la carrera de Burbage ha sido interpretar a Henry Finnerty en la serie de comedia Grounded for Life.
Burbage disfruta bailar y practicar deportes, incluyendo el béisbol, el fútbol y la natación.
- Datos: Q6124593